# Anna Míková
Anna Míková (13. června 1914 Zvěrotice – 31. ledna 1989 Karlovy Vary) byla česká a československá učitelka, politička Československé strany lidové a poúnorová poslankyně Národního shromáždění ČSSR a Sněmovny lidu Federálního shromáždění.

## Biografie
Po studiu na učitelském ústavu vyučovala na Táborsku a Domažlicku. Od roku 1945 působila jako učitelka v Karlových Varech a okolí. V letech 1955–1961 byla ředitelkou základní školy v Tisové a později ředitelkou jedenáctileté školy a dětského domova ve Velichově u Karlových Varů. V roce 1955 získala titul Vzorná učitelka. Od roku 1946 byla členkou ČSL. V letech 1954–1960 působila jako členka MNV Karlovy Vary a později ONV Karlovy Vary.
Ve volbách roku 1964 byla zvolena za ČSL do Národního shromáždění ČSSR za Západočeský kraj. V Národním shromáždění zasedala až do konce volebního období parlamentu v roce 1968.
K roku 1968 se profesně zmiňuje coby ředitelka ZDŠ z obvodu Ostrov.
Po federalizaci Československa usedla roku 1969 do Sněmovny lidu Federálního shromáždění (volební obvod Ostrov), kde setrvala do listopadu 1970, kdy rezignovala na svůj post.
Po roce 1970 se zcela stáhla do soukromí.